# Ла-Пескера (Куенка)
Ла-Пескера (ісп. La Pesquera) — муніципалітет в Іспанії, у складі автономної спільноти Кастилія-Ла-Манча, у провінції Куенка. Населення — 242 особи (2010).
Муніципалітет розташований на відстані близько 200 км на південний схід від Мадрида, 75 км на південний схід від Куенки.

## Демографія
Динаміка населення (INE ):